# Valsa abrupta
Valsa abrupta är en svampart som beskrevs av Cooke 1879. Valsa abrupta ingår i släktet Valsa och familjen Valsaceae.   Inga underarter finns listade i Catalogue of Life.